# Estrígids
La família dels estrígids forma part de l'ordre dels estrigiformes (Strigiformes) i comprèn alguns ocells rapinyaires nocturns, anomenats genèricament mussols, però que inclou el duc, el xot euroasiàtic i el gamarús, a més de les diferents espècies de mussols. Es caracteritza per tenir el cos robust, el cap gros i els ulls molt grossos situats en posició frontal, cosa que proporciona a les diferents espècies una ampla visió binocular.
Dels ocells rapinyaires nocturns nostrats de l'ordre dels estrigiformes, només en falta l'òliba comuna, que pertany a la família dels titònids.

## Morfologia

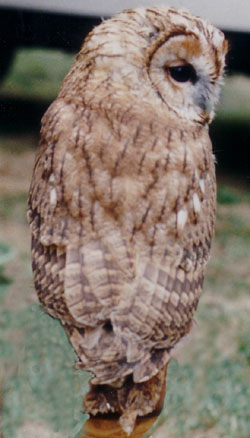
Gamarús (Strix aluco).

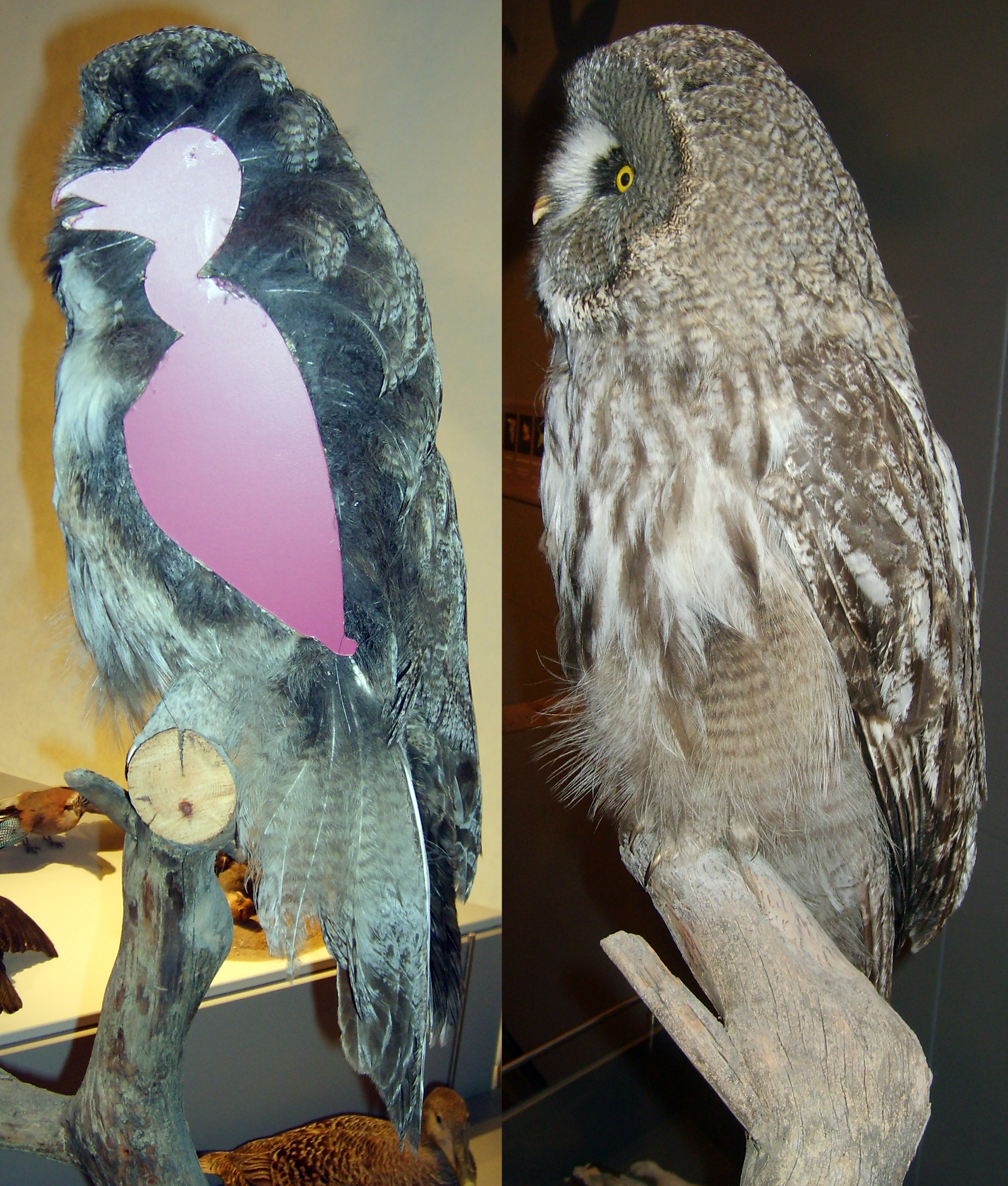
Exemplar de secció transversal de gamarús de Lapònia que mostra l'extensió del plomatge corporal, Museu Zoològic, Copenhaguen.

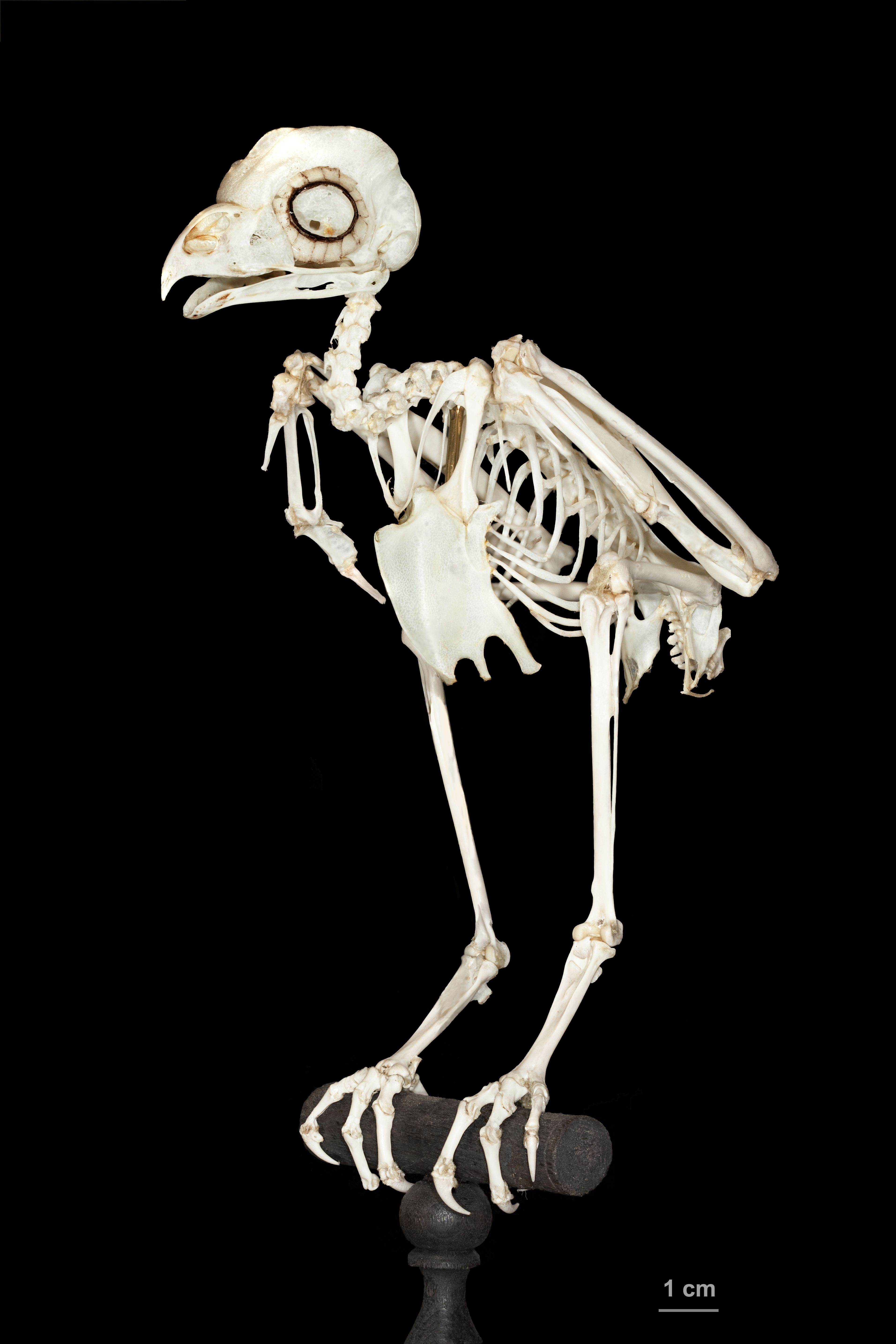
Esquelet d'estrígid.

Encara que els mussols típics (en endavant anomenats simplement mussols) varien molt en grandària, sent l'espècie més petita el Mussolet dels saguaros (Micrathene whitneyi), una centèsima de la grandària dels més grossos, el duc eurasiàtic (Bubo bubo) i el duc pescador de Blakiston (Bubo blakistoni), els mussols comparteixen en general un pla corporal extremadament similar. Solen tenir caps grossos, cues curtes, plomatge críptic i discos facials rodons al voltant dels ulls. La família és generalment arborícola (amb algunes excepcions com el mussol de lloriguera) i obtenen l'aliment al vol. Les ales són grosses, amples, arrodonides i llargues. Com passa amb la majoria de les aus rapinyaires, en moltes espècies de mussols les femelles són més grosses que els mascles.
A causa dels hàbits nocturns que tenen, tendeixen a no mostrar dimorfisme sexual en el plomatge. Les plomes especialitzades i la forma de les ales suprimeixen el soroll produït pel vol, tant en l'enlairament com en l'aleteig i el planeig. Aquest vol silenciós permet als mussols caçar sense ser escoltats per les seves preses. Els mussols posseeixen tres atributs físics que es creu que contribueixen a tenir una capacitat de vol silenciós. Primer, a la vora d'atac de l'ala, hi ha una pinta de plomes rígides. En segon lloc, la vora posterior de l'ala conté un serrell flexible, finalment, els mussols tenen un material vellut distribuït a la part superior de les ales que crea una superfície compatible però rugosa (similar a la d'una catifa suau). Tots aquests factors donen lloc a importants reduccions de soroll aerodinàmic. En algunes espècies, els dits dels peus i els tarsos tenen plomes, i més en espècies a latituds més altes. Nombroses espècies de mussols del gènere Glaucidium i el mussol esparverenc tenen pegats oculars a la part posterior del cap, aparentment per convèncer altres ocells que estan sent observats en tot moment. Nombroses espècies nocturnes tenen orelles, plomes als costats del cap que es creu que tenen una funció de camuflatge, trencant el contorn d'un ocell adormit. Les plomes del disc facial estan disposades per augmentar el so lliurat a les orelles. L'oïda és extremament aguda i els canals de l'orella interna estan col·locats en diferent posició, cosa que fa que el so no arribi a ambdues orelles al mateix temps i l'ocell pugui destriar el lloc exacte d'on prové el so. Els mussols poden identificar la posició de les preses, com ara un ratolí que grinyola, calculant quan el so de l'objecte arriba a les orelles del mussol. Si el so arriba primer a l'orella esquerra, el ratolí ha d'estar a l'esquerra del mussol. Aleshores, el cervell del mussol dirigirà el cap per mirar directament al ratolí. A més de l'audició, els mussols tenen ulls massius amb relació a la mida corporal. Contràriament a la creença popular, però, els mussols no poden veure bé a la foscor extrema i són capaços de veure-hi bé durant el dia.
El coll és molt mòbil i pot arribar a fer girar el cap fins a 270° en qualsevol direcció sense danyar els vasos sanguinis del coll i el cap, i sense interrompre el flux sanguini al cervell. Els investigadors han trobat quatre adaptacions biològiques principals que permeten aquesta capacitat única. En primer lloc, al coll hi ha una artèria important, anomenada artèria vertebral, que alimenta el cervell. Aquesta artèria passa per forats ossis de la vèrtebra. Aquests orificis ossis tenen un diàmetre deu vegades més gros que el de l'artèria que passa per ells (espai extra als forats transversals). Això crea bosses d'aire encoixinades que permeten un moviment més gran de l'artèria quan es torça. Dotze de les catorze vèrtebres cervicals del coll del mussol tenen aquesta adaptació. Aquesta artèria vertebral també entra al coll més amunt que en altres aus. En lloc d'entrar a la 14a vèrtebra cervical, entra a la 12a vèrtebra cervical. Finalment, la connexió de petits gots entre les artèries caròtida i vertebral permet l'intercanvi de sang entre dos vasos sanguinis. Aquestes connexions creuades permeten un flux sanguini ininterromput al cervell. Això vol dir que fins i tot si una ruta es bloqueja durant rotacions extremes del cap, una altra ruta pot continuar la circulació sanguínia cap al cervell.
Diverses espècies d'estrígids també tenen pigments fluorescents anomenats porfirina sota les seves ales. Un gran grup de pigments definits per anells piròlics que contenen nitrogen, incloent-hi la clorofil·la i l'hemoglobina (a la sang animal), formen les porfirines. Altres espècies d'aus utilitzen les porfirines per pigmentar la closca dels ous a l'oviducte. Les espècies de mussols, però, fan servir les porfirines com a pigment en el plomatge. Les porfirines són més freqüents a les plomes noves i es destrueixen fàcilment amb la llum solar. Els pigments de porfirina de les plomes presenten fluorescència sota la llum ultraviolada, cosa que permet als biòlegs classificar amb més precisió l'edat dels mussols. Les edats relatives de les plomes es diferencien per la intensitat de fluorescència que emeten quan les primàries i secundàries s'exposen a la llum negra. Aquest mètode ajuda a detectar les diferències subtils entre les plomes de tercera i quarta generació, mentre que fixar-se en el desgast i el color dificulta la determinació de l'edat.
El bec i les urpes estan molt desenvolupats.
El quart dit és reversible (es pot col·locar cap endavant o cap enrere).

## Competència pels nínxols
S'ha observat que hi ha certa competència pel nínxol entre el gamarús pigallat i el gamarús nord-americà. Aquesta competència està relacionada amb la desforestació i, per tant, una reducció de la quantitat i la qualitat dels nínxols. Aquesta desforestació és més específicament el resultat de la sobreexplotació i els incendis forestals. Se sap que aquestes dues espècies de gamarussos viuen tradicionalment als boscs primaris d'arbres vells i alts, que en aquest moment es limiten majoritàriament a terrenys públics. Com que s'està produint una superposició de nínxols en aquestes dues famílies, hi ha una preocupació pel fet que els gamarussos nord-americans envaeixen els hàbitats de Nord Amèrica del gamarús picallat, provocant una disminució d'aquest. Com s'ha assenyalat anteriorment, aquestes espècies prefereixen boscos madurs que, a causa de la desforestació, tenen una oferta limitada i triguen molt de temps a restablir-se després que s'hagi produït la desforestació. Com que el gamarús pigallat del nord comparteix els territoris amb altres espècies, està disminuint a un ritme més ràpid. Aquesta invasió del gamarús nord-americà es va produir fa uns 50 anys al nord-oest del Pacífic, i malgrat el baix nombre, es considera una espècie invasora pel mal fet als gamarussos pigallats autòctons. En aquesta competència per recursos, llocs de caça i nínxols generals, el gamarús nord-americà està empenyent el gamarús pigallat a l'extinció local. Es creu que la ràpida disminució de la mida de la població de mussols tacats provocarà una cascada tròfica, ja que els gamarussos pigallats ajuden a proporcionar un ecosistema saludable.

## Costums
Són generalment nocturns i/o crepusculars i passen gran part del dia en repòs. Sovint es perceben erròniament com a «domèstiques», ja que permeten que els humans s'apropin força abans de volar, però en realitat estan intentant evitar la detecció mitjançant la quietud. El plomatge críptic i els llocs discrets que adopten són un esforç per evitar els depredadors i el assetjament per part de petits ocells.

## Comunicació
Els mussols, com el bubo, utilitzen senyals visuals en la comunicació intraespecífica (comunicació dins de l'espècie), tant en els hàbits territorials com en les interaccions progenitors-fills. Alguns investigadors creuen que els mussols poden emprar diversos senyals visuals en altres situacions que impliquen interacció intraespecífica. L'evidència experimental suggereix que els excrements de mussol i les restes de preses poden actuar com a senyals visuals. Aquest nou tipus de comportament de senyalització podria indicar potencialment l'estat reproductiu actual dels mussols als intrusos, inclosos altres mussols territorials o flotadors no reproductors. Les femtes són un material ideal per marcar pels mínims costos energètics que representen, i també poden continuar indicant els límits territorials fins i tot quan s'ocupen en activitats diferents a la defensa territorial. Les proves preliminars també suggereixen que els mussols utilitzarien les femtes i les plomes de les preses per indicar l'estat de reproducció als membres de la mateixa espècie.

## Migració
Algunes espècies de mussol són migratòries. Una d'aquestes espècies, el mussol d'Acàdia, migra cap al sud fins i tot quan el menjar i els recursos són abundants al nord.

## Alimentació
El règim alimentari és carnívor. Un cop efectuada la digestió, les parts no digeribles de les preses són regurgitades en un cabdell anomenat egagròpila.
Els principals depredadors dels estrígids són altres espècies d'estrígids. Un exemple d'això passa amb el mussol d'Acàdia que viu al nord dels Estats Units i a baix del sòl a les zones brollades típicament dels boscos de cedres. Aquests mussols mengen ratolins i es posen als arbres a l'altura dels ulls. Els principals depredadors són el gamarús pigallat i el duc americà.

## Llista de gèneres

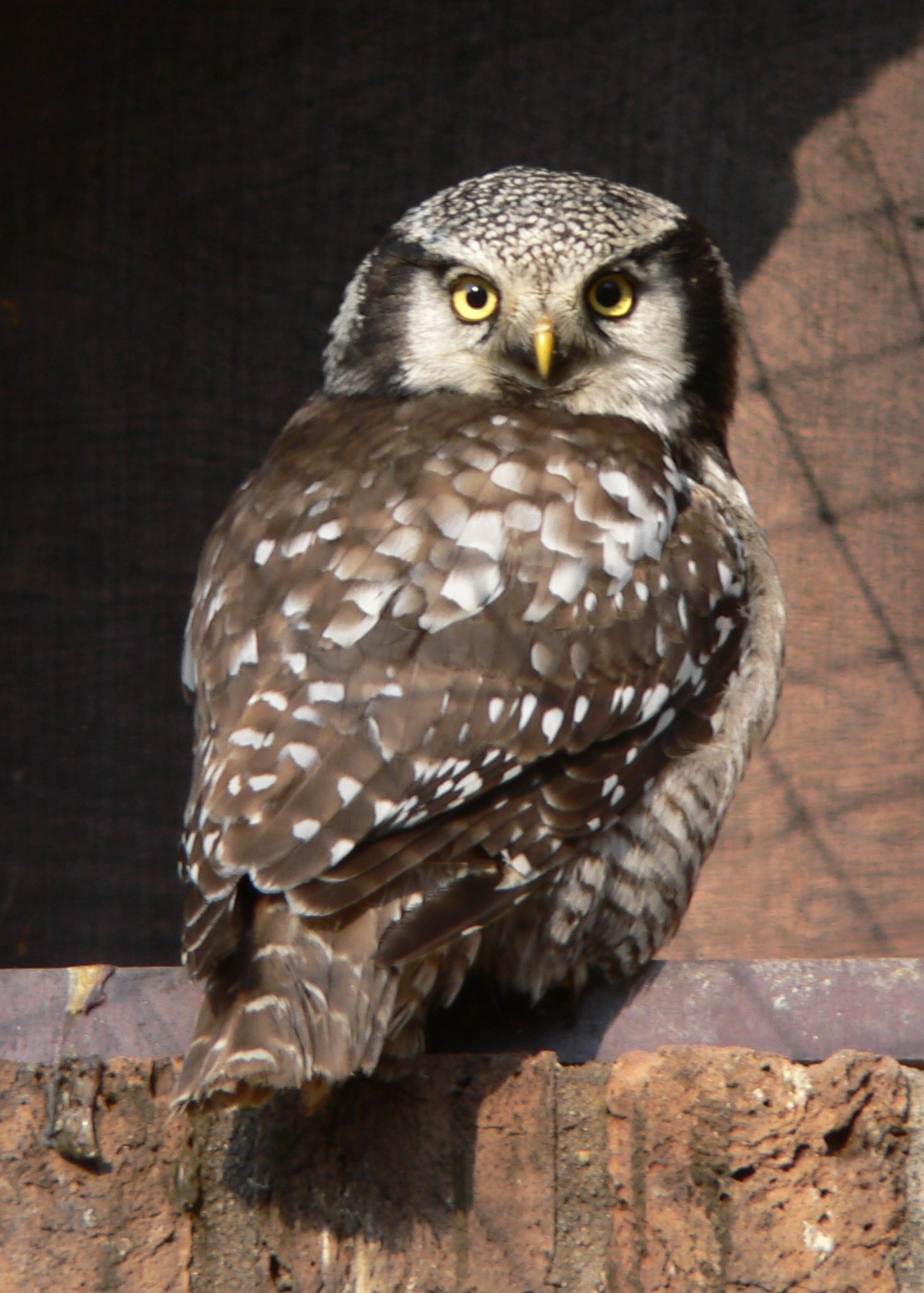
Mussol esparverenc (Surnia ulula).

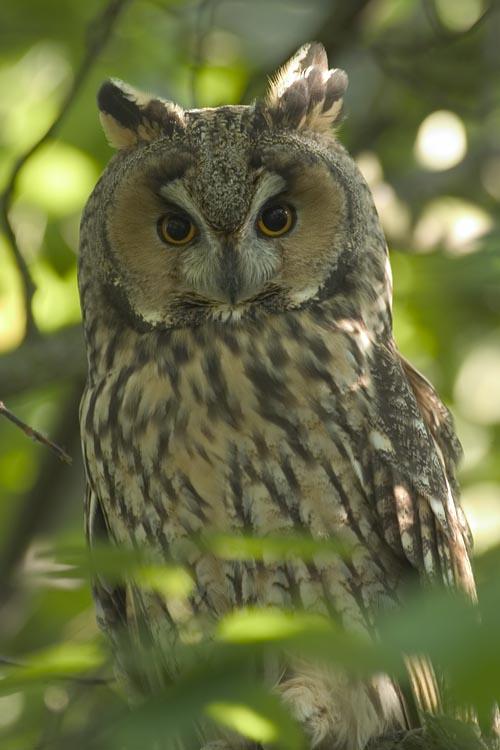
Mussol banyut (Asio otus).

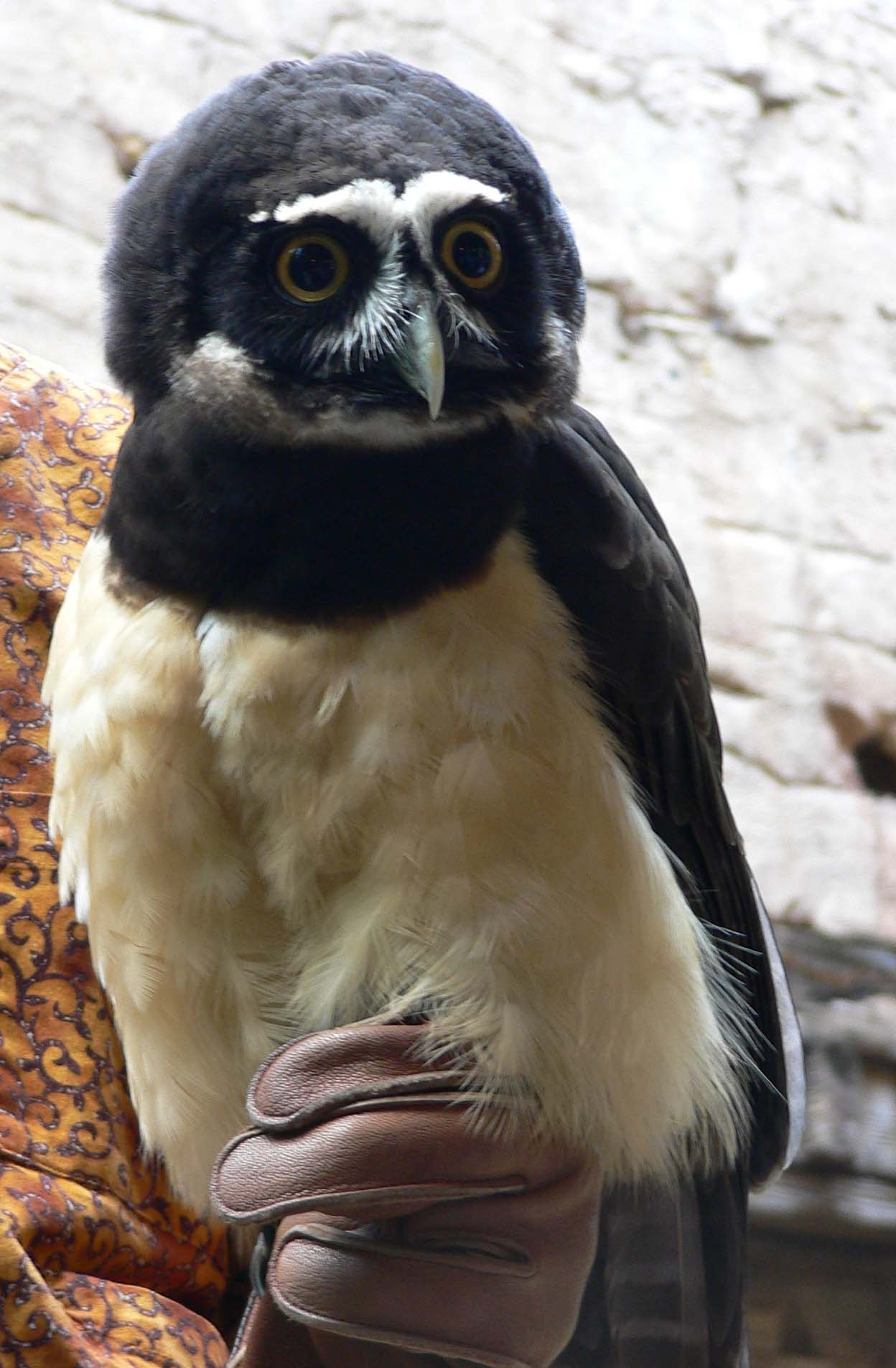
Pulsatrix perspicillata.

Segons el Handbook of the birds of the world alive (2017), aquesta família està formada per 26 gèneres, amb 222 espècies vives:
- Subfamília dels ieraglaucins (Ieraglaucinae)
  - Gènere Ninox, amb 37 espècies.
  - Gènere Uroglaux, amb una espècie: nínox falcó (Uroglaux dimorpha).
  - Gènere Sceloglaux †, amb una espècie: nínox rialler (Sceloglaux albifacies)†.
  - Gènere Mascarenotus †, amb tres espècies extintes.
- Subfamília dels surnins (Surninae).
  - Gènere Surnia, amb una espècie: mussol esparverenc (Surnia ulula).
  - Gènere Glaucidium, amb 32 espècies.
  - Gènere Xenoglaux, amb una espècie: mussolet pelut (Xenoglaux loweryi).
  - Gènere Micrathene, amb una espècie: mussolet dels saguaros (Micrathene whitneyi).
  - Gènere Athene, amb 4 espècies.
  - Gènere Heteroglaux, amb una espècie: mussol de Blewitt (Heteroglaux blewitti).
  - Gènere Aegolius, amb 4 espècies vives i una extinta.
- Subfamília dels estrigins (Striginae).
  - Gènere Otus, amb 53 espècies.
  - Gènere Pyrroglaux, amb una espècie: xot de les Palau (Pyrroglaux podargina).
  - Gènere Ptilopsis, amb dues espècies.
  - Gènere Asio, amb 7 espècies.
  - Gènere Pseudoscops, amb una espècie: mussol de Jamaica (Pseudoscops grammicus).
  - Gènere Nesasio, amb una espècie: mussol de les Salomó (Nesasio solomonensis).
  - Gènere Psiloscops, amb una espècie: xot nan (Psiloscops flammeolus).
  - Gènere Megascops, amb 22 espècies.
  - Gènere Margarobyas, amb una espècie: xot de Cuba (Margarobyas lawrencii).
  - Gènere Pulsatrix, amb tres espècies.
  - Gènere Strix, amb 16 espècies.
  - Gènere Jubula, amb una espècie: duc de crinera (Jubula lettii).
  - Gènere Lophostrix, amb una espècie: duc crestat (Lophostrix cristata).
  - Gènere Bubo, amb 18 espècies.
  - Gènere Ketupa, amb tres espècies.
  - Gènere Scotopelia, amb tres espècies.
  - Gènere Ciccaba, amb 4 espècies.

## Els estrígids a la cultura
A l'antiga Grècia era l'animal sagrat de la deessa Atena.
Tecolote és el nom comú que se li dona a Mèxic a moltes espècies d'estrígids. El tecolote té un significat especial entre les cultures mesoamericanes, ja que en ser una au nocturna se la relacionava amb els déus de l'inframon. A Mèxic algunes de les espècies estan protegides perquè són rares, estan amenaçades o en perill d'extinció.